# Liste der Bodendenkmäler in Bechtsrieth
Auf dieser Seite sind die Bodendenkmäler in der Oberpfälzer Gemeinde Bechtsrieth zusammengestellt. Diese Tabelle ist eine Teilliste der Liste der Bodendenkmäler in Bayern. Grundlage ist die Bayerische Denkmalliste, die auf Basis des Bayerischen Denkmalschutzgesetzes vom 1. Oktober 1973 erstmals erstellt wurde und seither durch das Bayerische Landesamt für Denkmalpflege geführt wird. Die folgenden Angaben ersetzen nicht die rechtsverbindliche Auskunft der Denkmalschutzbehörde.

## Bodendenkmäler der Gemeinde

### Bodendenkmäler in der Gemarkung Trebsau
| Lage               | Objekt | Akten-Nr.     | Bild |
| ------------------ | --- | ------------- | ---- |
| Trebsau (Standort) | Turmhügel Trebsau Verebneter mittelalterlicher Turmhügel.                                                                        | D-3-6339-0038 |      |
| Trebsau (Standort) | Archäologische Befunde im Bereich des ehemaligen Landsassengutes Trebsau, spätmittelalterlicher und frühneuzeitlicher Adelssitz. | D-3-6339-0039 |      |